# (32518) 2001 OZ69
2001 OZ69 (asteroide 32518) é um asteroide da cintura principal. Possui uma excentricidade de 0.26428600 e uma inclinação de 4.86034º.
Este asteroide foi descoberto no dia 19 de julho de 2001 por LONEOS em Anderson Mesa.